# Udo Dziersk
Udo Dziersk (* 3. Februar 1961 in Gelsenkirchen) ist ein deutscher Maler und Professor.

## Leben
Udo Dziersk studierte von 1983 bis 1988 Freie Malerei in Düsseldorf, Berlin und in Karlsruhe. Er nahm Unterricht bei Gerhard Richter, Georg Baselitz,  Per Kirkeby und Markus Lüpertz.
2001 organisierte Dziersk eine gemeinsame Malaktion „Aus aller schönen Farbenpracht“ mit den damaligen Spielern aus der Mannschaft des FC Schalke 04 unter Trainer Huub Stevens.
2002 erhielt er eine Professur an der Kunstakademie Düsseldorf.  2005 übernahm er die Leitung eines Arbeitsseminars für Malerei an der Kunstakademie in Tirana (Albanien). 2011 erhielt er einen Lehrauftrag an der Kunstakademie Savitski im russischen Pensa. Ebenso 2014 und 2016 an der Academy of Fine Arts in Xi’an und 2014 an der School of Arts and Communication der Beijing Normal University. 2015 folgte ein weiterer Lehrauftrag an der Accademia di belle arti im italienischen Palermo.
Im  März 2017 erhielt Dziersk abermals eine Gastprofessur an der Academy of Fine Arts in Xi’an.

## Ausstellungen
Seit 1989 hatte er unter anderem folgende Gruppen- und Einzelausstellungen im In- und Ausland:
- 1993 in der Galerie Rasponi in Ravenna, Italien
- 1997 im Museum für Zeitgenössische Kunst, Staromiejski Dom Kultury in  Warschau, Polen
- 1999 in der Chiostro Basilica S. Clemente in Rom, Italien
- 2004 im Museum Gelsenkirchen
- 2007 im Neuen Sächsischen Kunstverein in Dresden
- 2013 in der Galerie Hofman in Alphen, Niederlande
- 2015 im Art Forum Rhee in Bucheon, Korea
- 2015 in der Akademie-Galerie – Die neue Sammlung in Düsseldorf
- 2016 an der Xi’an Academy of Fine Arts, China
- 2017 im Krefelder Kunstverein

als Kurator:
- 2013 in der Herz-Jesu Kirche Wuppertal-Elberfeld, Kurator der Ausstellung „variante fantastico_endloser Heimweg“
- 2015 im Haus der Universität Düsseldorf, Mitkurator der Ausstellung „Fetisch oder Fetischismus“

Dziersk lebt und arbeitet als freischaffender Künstler in Wuppertal.

## Auszeichnungen
- 1985 Förderpreis der Stadt Gelsenkirchen
- 1989: Förderpreis der Großen Kunstausstellung NRW
- 1993 New York Stipendium, Ernst Poensgen-Stiftung, Düsseldorf
- 2003: Preisträger der Enno und Christa Springmann-Stiftung[9]
- 2013: Künstler-Stipendium DCKD, Düsseldorf